# Superclásico (Chili)
Pour les articles homonymes, voir Superclásico (homonymie).
La rivalité entre l'Universidad de Chile et Colo-Colo, se réfère à l'antagonisme entre deux des principaux clubs de football de Santiago du Chili, la capitale chilienne.
Colo-Colo voit le jour en 1925 et évolue au stade Monumental David Arellano. L'Universidad voit le jour en 1927 et dispute ses matchs au stade Nacional de Chile. 
La première opposition se déroule en 1938 et l'origine de la rivalité est datée du 12 mai 1940 où au cours du match, Alfonso Domínguez, attaquant du Colo-Colo, subit une faute répréhensible d'un joueur adverse et lui répond par une gifle. Au cours du temps, ces confrontations sont régies par une rivalité sportive où chaque match est disputé avec volonté et engagement et par une rivalité de prestige entre les deux clubs les plus titrés du football chilien.

## Navigation